# Amerykanie pochodzenia kostarykańskiego
Amerykanie pochodzenia kostarykańskiego – obywatele lub rezydenci Stanów Zjednoczonych, których przodkowie pochodzą z Kostaryki, bądź też imigranci z tego kraju.
Według danych z 2007 roku USA społeczność ta liczy 117,563 członków.